# کمسی‌یورت
کمسی-یورت (به لاتین: Kemsiyurt) یک منطقهٔ مسکونی در روسیه است که در داغستان واقع شده‌است.